# Serapio Esparza

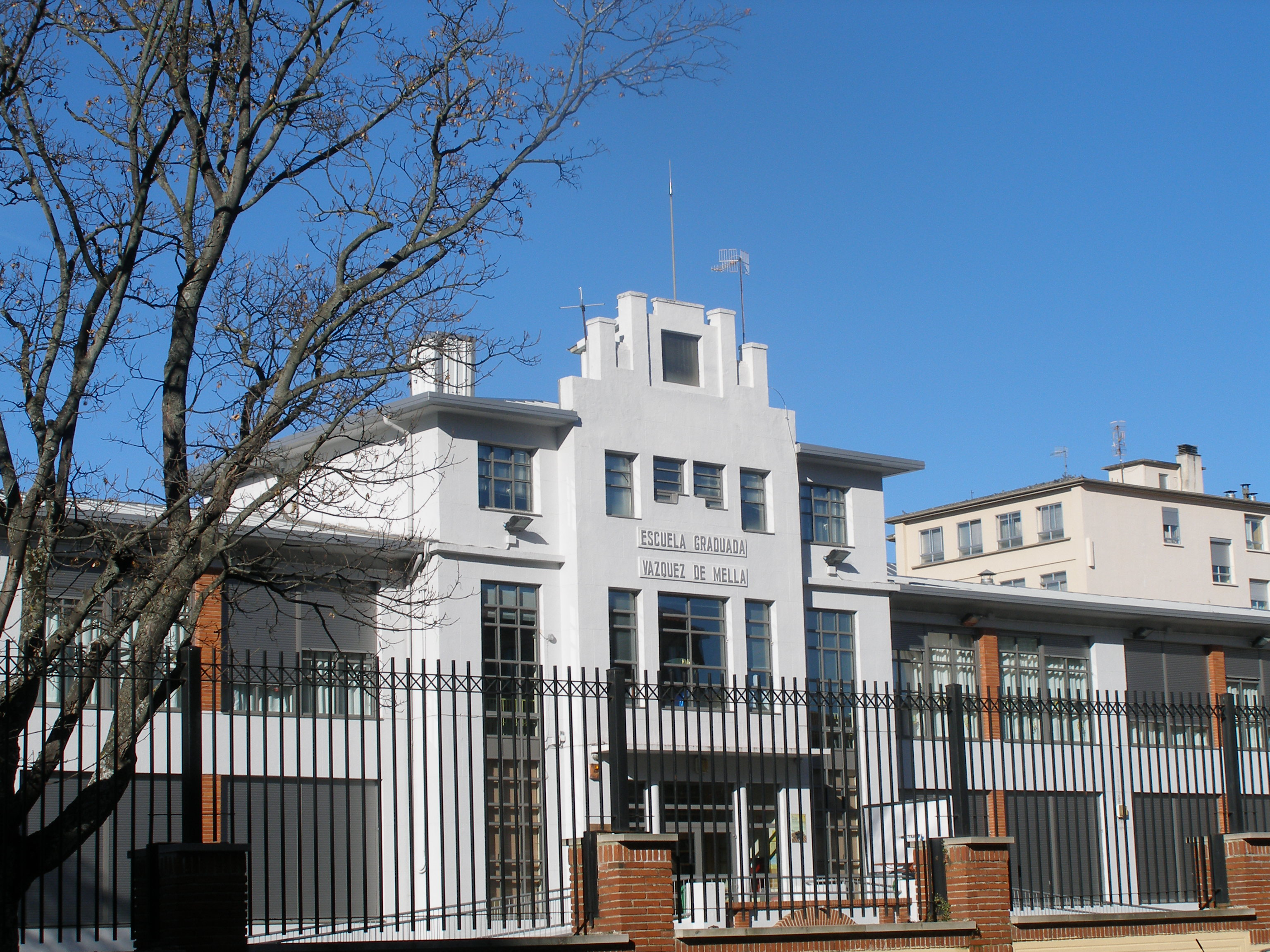
Las escuelas de Vázquez de Mella en Pamplona fueron una de las obras de Serapio Esparza de 1934.

Serapio Esparza San Julián (Pamplona, Navarra, 1880-1968) fue un arquitecto español que diseñó el Segundo Ensanche de Pamplona y político del Partido Nacionalista Vasco.

## Biografía
Políticamente, procedía del tradicionalismo. Se vinculó posteriormente al nacionalismo vasco, donde llegó a ser miembro del NBB, la ejecutiva del PNV en Navarra.
En 1923 fue uno de los impulsores del periódico La Voz de Navarra. Se presentó a las elecciones a Cortes por Navarra en 1933 por el Partido Nacionalista Vasco recibiendo 13.580 votos, sin opción a escaño.

## Arquitecto municipal: el Segundo Ensanche
Sustituyó en el cargo a Julián Arteaga como arquitecto municipal de Pamplona redactando el proyecto del trazado del Segundo Ensanche en 1916 basado en el plan de Ildefonso Cerdá del Ensanche de Barcelona. En este proyecto se dispuso una malla ortogonal con 99 manzanas cuadradas de unos 70 metros de lado.
Con la apertura de la Plaza del Castillo, el edificio del Teatro Gayarre se movió a su actual ubicación, mientras que la antigua plaza de toros que bloqueaba el desarrollo del nuevo plan fue derribada previa edificación del actual recinto al costado del Fortín de San Bartolomé.
Sus obras más característica son:

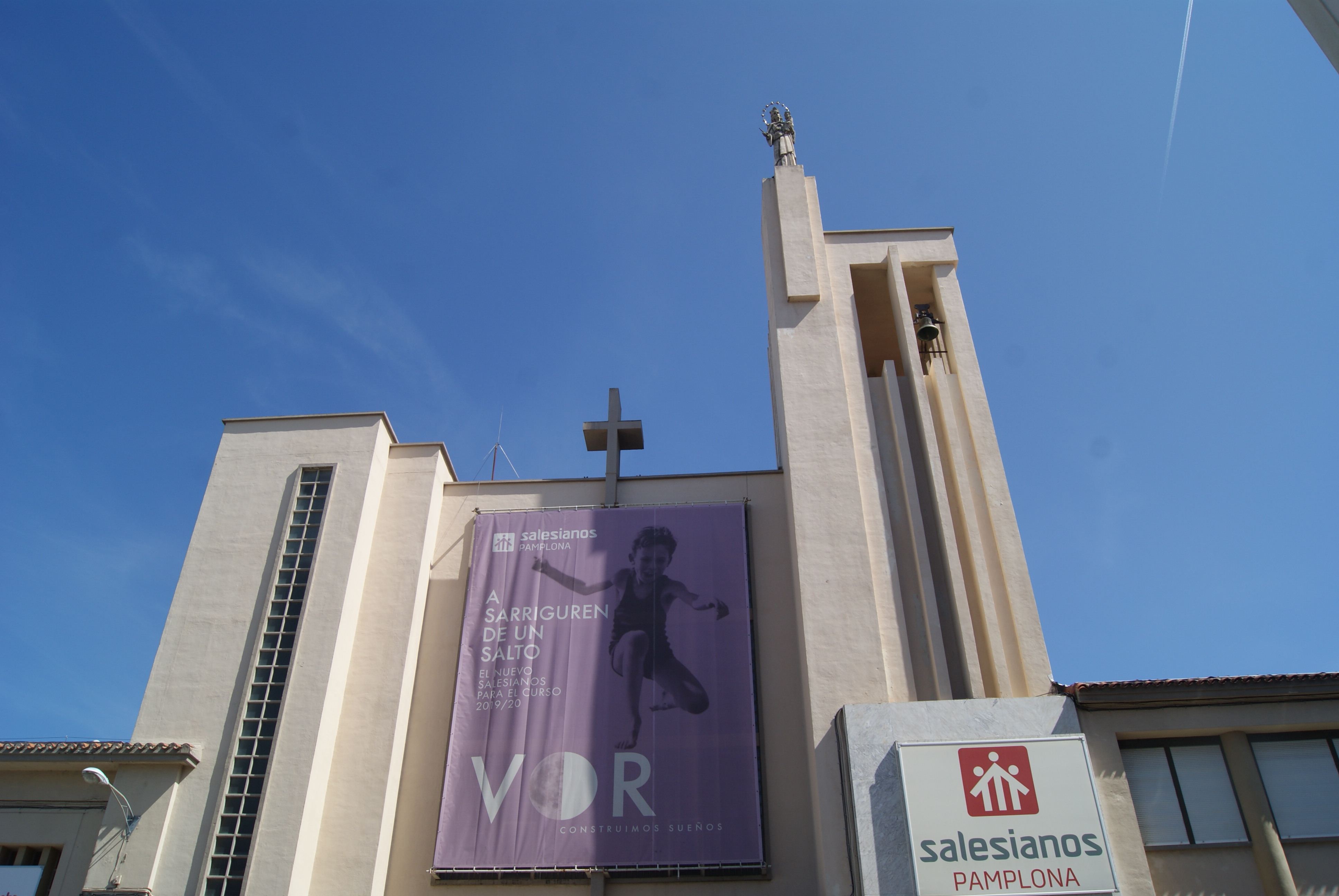
Centro FP Salesianos (Pamplona) actualmente desaprecido

- Las escuelas Vázquez de Mella, construidas en 1934.
- Monolito homenaje al Castillo de Maya, Valle de Baztán
- Centro de Formación Profesional de los PP. Salesianos, Pamplona (actualmente desaparecido)
- Parroquia de San Blas, Burlada
- Basílica de San Ignacio, Pamplona
- En agosto de 1936 se hizo cargo de la obra del nuevo Gobierno Civil, en la actual plaza de las Merindades.
- De 1939 es su edificio en el cruce de las calles Leyre y Francisco Bergamín.
- En los años 50 del pasado siglo XX, junto con Eusa, Yárnoz y Gaztelu, fue uno de los encargados de completar el espacio urbano del Monumento a los Caídos con los edificios de la antigua Plaza Conde de Rodezno.

## Reconocimientos
- En 2015 el ayuntamiento de Pamplona puso su nombre a los jardines que se encuentran en la trasera del Monumento a los Caídos.[5]